# قانون حقوق فنانين مرئيين
قانون حقوق الفنانين التشكيليين لعام 1990 (VARA)، (قانون عام. 101–650 العنوان السادس، العنوان 17 من كود الولايات المتحدة المادة 106A)، هو قانون أمريكي يمنح حقوقًا معينة للفنانين.
كان قانون VARA أول تشريع اتحادي لحقوق الطبع والنشر يمنح الحماية للحقوق الأخلاقية. بموجب قانون VARA، تمنح الأعمال الفنية التي تستوفي متطلبات معينة لمؤلفيها حقوقًا إضافية في الأعمال، بغض النظر عن أي ملكية مادية لاحقة للعمل نفسه، أو بغض النظر عمن يملك حقوق الطبع والنشر للعمل. على سبيل المثال، قد يصر الرسام على الإسناد الصحيح للوحة، وفي بعض الحالات قد يرفع دعوى قضائية ضد مالك اللوحة المادية لتدمير اللوحة حتى لو كان مالك اللوحة يمتلكها بشكل قانوني.
على الرغم من أن القانون الفيدرالي لم يعترف بالحقوق الأخلاقية قبل هذا القانون، إلا أن بعض المجالس التشريعية في الولايات والقرارات القضائية خلقت حماية محدودة للحقوق الأخلاقية. طالبت اتفاقية برن بحماية هذه الحقوق من قبل الدول الموقعة عليها، وردًا على ذلك أقر الكونجرس الأمريكي قانون فارا.

## حقوق حصرية بموجب VARA
تمنح VARA حصريًا مؤلفي الأعمال التي تقع تحت حماية القانون الحقوق التالية
- الحق في المطالبة بالتأليف
- الحق في منع استخدام اسمه في أي عمل لم يقم المؤلف بإنشائه
- الحق في منع استخدام اسمه في أي عمل تم تحريفه أو تشويهه أو تعديله بطريقة تضر بشرف المؤلف أو سمعته
- الحق في منع التحريف أو التشويه أو التعديل الذي من شأنه المساس بشرف المؤلف أو سمعته

بالإضافة إلى ذلك، يجوز لمؤلفي الأعمال ذات "المكانة المعترف بها"حظر التدمير المتعمد أو الإهمال الجسيم للعمل. تتطلب الاستثناءات من VARA تنازلاً كتابيًا من المؤلف. حتى الآن، تمكنت عبارة "المكانة المعترف بها" من التملص من تعريف دقيق. يسمح قانون فارا للمؤلفين بالتنازل عن حقوقهم، وهو أمر غير مسموح به بشكل عام في فرنسا والعديد من الدول الأوروبية التي كانت قوانينها هي منشئ مفهوم الحقوق الأخلاقية للفنانين.
في معظم الحالات، تستمر الحقوق الممنوحة بموجب قانون VARA طوال حياة المؤلف (أو آخر مؤلف على قيد الحياة، بالنسبة لمبدعي الأعمال المشتركة).

## أعمال مغطاة
توفر VARA حمايتها فقط للوحات والرسومات والمطبوعات والمنحوتات والصور الفوتوغرافية الثابتة المنتجة للمعارض فقط والموجودة في نسخ فردية أو في إصدارات محدودة من 200 نسخة أو أقل، موقعة ومرقمة من قبل الفنان. ولا تنطوي متطلبات الحماية على أي ذوق أو قيمة جمالية.

## تطبيق وتأثير
يقتصر تطبيق VARA على الأعمال المرئية التي تقع ضمن فئة محددة بشكل ضيق. ومع ذلك، بالنسبة للأعمال التي تندرج ضمن فئة الأعمال المحمية، تفرض VARA قيودًا كبيرة على أي تعديل أو إزالة لتلك الأعمال. يجب على مشتري الأعمال الحصول على تنازلات كتابية من المؤلف إذا كانوا يرغبون في ممارسة أي من الحقوق الحصرية بموجب VARA.
لقد كان هذا مشكلة خاصة بالنسبة لأولئك الذين يطلبون المنحوتات العامة. وفي غياب التنازل، يمكن للفنانين أن يعترضوا بشكل فعال على قرارات إزالة مبانيهم من أراضي المتبرعين. في قرار صدر عام 2006 يتعلق بالمنحوتات العامة التي تمت إزالتها من الحديقة التي تم إنشاؤها من أجلها، قضت محكمة الاستئناف للدائرة الأولى بالولايات المتحدة بأن VARA لا تحمي الموقع كجزء من العمل الخاص بالموقع. يمكن نقل الأعمال المغطاة بـ VARA طالما أن النقل لا يشكل "تدميرًا أو تشويهًا أو تشويهًا". ومع ذلك، قال أحد الفنانين: "في اللحظة التي تتم فيها إزالة التمثال، سيتم تدميره، لأنه لا يمكن أن يكون كما هو في أي مكان آخر".

## أمثلة على أعمال
- تمت إزالة القوس المائل، وهو عمل فني مشهور لريتشارد سيرا، من العرض العام قبل سن قانون VARA.
- تم رسم لوحة Ed Ruscha الجدارية لـ Kent Twitchell دون موافقته. وافقت Twitchell على أكبر تسوية على الإطلاق بموجب قانون VARA مقابل 1.1 مليون دولار ضد حكومة الولايات المتحدة و12 متهمًا. [5][6]
- في 12 فبراير 2018، استشهد قاض اتحادي بمنح VARA مبلغ 6.7 مليون دولار لـ 21 فنان جرافيتي في متحف 5 Pointz للجرافيتي في الهواء الطلق والذين تم تدمير أعمالهم من قبل المطور الذي يمتلك العقار الذي تم رسم الكتابة على الجدران عليه. قام صاحب المبنى بهدم المبنى لإعادة بناء الشقق.[7][8][9]
- في عام 2018، رفع الفنان الفنلندي/الأمريكي كريستيان ناركيفيتش-لين أكبر دعوى قضائية ضد VARA في تاريخ الولايات المتحدة بسبب تدمير المساحة المستأجرة للفنان في جالينا، إلينوي، حيث زعم أن أكثر من 4000 عمل فني قد تم تدميرها وتشويهها، مطالبًا بقيمة 11.8 دولارًا. مليون. أثناء محاكمة VARA في روكفورد، إلينوي، كانت "مكانة الفنان المعترف بها" بموجب القانون محل خلاف. جادل المدعى عليهم بأنه يفتقر إلى المكانة الكافية للحصول على الحماية، مستشهدين بخلفيته كشيوعي، وعضو في حزب الديمقراطيين الاشتراكيين خلال السبعينيات، واعتقالاته العديدة خلال حركة الحقوق المدنية، وحرق العلم الأمريكي خلال احتجاج مناهض لحرب فيتنام. كما تعرضت أعماله الفنية وكتاباته للهجوم لكونها استفزازية و"معادية لأمريكا"، وبالتالي ليست ذات مكانة. كما تم التشكيك في مصداقيته كشاهد، بناءً على إدانته السابقة بجناية الكذب على مكتب التحقيقات الفيدرالي أثناء التحقيق في الاحتيال الفني. على الرغم من أن المدعى عليهم مسؤولون عن التعدي على ممتلكات الغير والتحول والإهمال، فقد منحت هيئة المحلفين الفنان مبلغ 120 ألف دولار مقابل أربعة أعمال فنية فقط لم يكشف عنها ولم يتم تسميتها من بين أكثر من 4000 عمل. وجد القاضي الفيدرالي أن قرار VARA الذي أصدرته هيئة المحلفين قد تم تضمينه بشكل صحيح ضمن تعويضات هيئة المحلفين الأخرى، مما أدى إلى تقليل مبلغ الحكم الإجمالي. وفي عام 2019، تم استئناف القضية أمام محكمة الاستئناف الأمريكية للدائرة السابعة وتم تأكيدها. استأنف الفنان قضية VARA أمام المحكمة العليا الأمريكية وتم رفض جلسة الاستماع. [10][11]

## أنظر أيضا
كارتر ضد هيلمسلي سبير إنك.

## روابط خارجية
- نص قانون حقوق الفنانين التشكيليين لعام 1990
- تحليل أحد المحامين لقانون حقوق الفنانين التشكيليين لعام 1990
- التنازل عن الحقوق الأدبية في الأعمال الفنية البصرية. مكتب حقوق الطبع والنشر في الولايات المتحدة. تم الاسترجاع 2005-07-01.
- رايمينغ تشانغ، إعادة النظر في قانون حقوق الفنانين المرئيين لعام 1990: مسح متابعة حول الوعي والتنازل، 13 TEX. إنتل. دعم. لج 129 (2005) : تحلل هذه المقالة تاريخ VARA وتقدم بيانات تجريبية حول قانون حقوق الفنانين المرئيين لعام 1990 (VARA) من استطلاع شامل أجراه المؤلف في عام 2003.
- RARIN - شبكة معلومات الحقوق والنسخ لمحترفي المتاحف